# 히라오카미나미촌
히라오카미나미촌(일본어: 枚岡南村)은 일본 오사카부 나카카와치군에 있던 촌이다. 현재 히가시오사카시의 남동쪽 끝, 긴테쓰 나라선 효탄야마역 주변에 해당한다.

## 역사
- 1889년 4월 1일 - 정촌제 시행에 의해 가와치군 히라오카미나미촌이 성립하였다.
- 1896년 4월 1일 - 군 통합에 의해 나카카와치군이 성립하였다.
- 1929년 4월 1일 - 이케시마촌과 합병해 나와테촌이 성립하여, 동일 히라오카미나미촌은 폐지되었다.

## 교통

### 철도
- 긴키 닛폰 철도
  - 긴테쓰 나라선

## 참고문헌
- 角川日本地名大辞典 30 和歌山県